# 가미고우치 마코토
가미고우치 마코토(일본어: 上垣内 誠, 1944년 6월 30일 ~ )는 일본의 전 프로 야구 선수이다. 히로시마현 히로시마시 출신이며 현역 시절 포지션은 외야수, 내야수였다.

## 인물
히로시마 상업고등학교 시절인 1962년 춘계 주고쿠 대회 결승에 진출하여 마쓰에 상업고등학교(시마네현)를 꺾고 우승을 이끌었지만 여름에 개최된 히로시마현 대회 예선에서 탈락하여 고시엔 대회에는 진출할 수 없었다. 고교 동기로는 에이스로 활약한 오쿠라 히데타카, 내야수 오시타 쓰요시 등이 있다. 고교 졸업 후 도요 대학에 진학하여 주전 외야수로 활약했는데 도토 대학 리그에서는 재학 중 2부 리그에 머물렀지만 1966년 추계 리그 후의 교체전에서 1부 리그 팀인 시바우라 공업대학을 누르고 후배에게 뒷일을 맡겼다. 대학 동기로는 마에다 야스오가 있다. 1966년 프로 야구 제1차 드래프트 회의에서 요미우리 자이언츠로부터 3순위 지명을 받았지만 입단을 거부했다.
졸업 후 가와이 악기에 입사하여 도시 대항 야구 대회에 3년 연속 출전했다. 1968년 도시 대항 야구 대회에서는 우익수 겸 3번 타자로 출전하여 팀의 결승 진출을 이끌었지만 후지 제철 히로하타의 간베 도시오, 오카다 미쓰오를 앞세운 계투진에게 막혀 0대 1로 완봉패를 당했다. 이듬해 1969년에는 제24회 JABA 도쿄 스포니치 대회에서 우승하여 최고 수훈 선수로 선정되는 영예를 안았다. 그해에는 사회인 베스트 나인에도 선출됐다.
1969년의 드래프트 회의에서 자기 고장 팀이기도 한 히로시마 도요 카프로부터 3순위 지명을 받고 프로에 데뷔했다. 1973년에는 개막 직후부터 3루수로 전환했고 이후에는 외야수로도 출전했지만 1974년에는 주로 3루수로서 기용하는 일이 많았다. 단지 수비를 잘하는 게 아니라 소노다 도시히코 등의 대수비로 교체 투입하는 것 외에도 외야수로 전환되는 일도 많았다.
1974년 오프에는 고교 시절 동급생이기도 한 오시타 쓰요시와의 맞트레이드로 시부야 도루와 함께 닛폰햄 파이터스로 이적했다. 1975년에는 외야수로 기용됐지만 1976년에는 2루수, 3루수, 외야수 등 3개의 포지션을 지키며 유틸리티 플레이어로서 활약했다. 1976년에는 개인 최고 성적에 해당되는 타율 0.251, 10홈런을 기록했다. 같은 해 6월 17일 한큐 브레이브스전에서 벤치 클리어링의 발단이 된 타자(당시 상대 투수는 다케무라 가즈요시였는데 월터 윌리엄스에 이어 두 번째로 몸에 맞는 공을 맞았다)가 가미고우치였다. 그리고 1977년을 마지막으로 현역에서 은퇴했다.
은퇴 후에는 시즈오카현 하마마쓰시에서 닭꼬치 전문점과 스포츠 용품점을 운영하면서 유소년 야구 팀인 ‘하마마쓰 슬러거스’를 창단해 15년 간 감독을 맡았다. 그 후 하마마쓰시의 부동산 관련 회사에도 일했다. 현재는 고향인 히로시마로 돌아와 버스 운전사로 일하고 있는 것으로 알려졌다.

## 상세 정보

### 출신 학교
- 히로시마 현립 히로시마 상업고등학교
- 도요 대학

### 선수 경력
- 가와이 악기
- 히로시마 도요 카프(1970년 ~ 1974년)
- 닛폰햄 파이터스(1975년 ~ 1977년)

### 등번호
- 23(1970년 ~ 1974년)
- 25(1975년 ~ 1977년)

### 연도별 타격 성적
| 연 도      | 소 속      | 경 기 | 타 석 | 타 수 | 득 점 | 안 타 | 2 루 타 | 3 루 타 | 홈 런 | 루 타 | 타 점 | 도 루 | 도 루 자 | 희 생 번 | 희 생 플 | 볼 넷 | 고 4 | 사 구 | 삼 진 | 병 살 타 | 타 율 | 출 루 율 | 장 타 율 | O P S |
| ---------- | ---------- | ----- | ----- | ----- | ----- | ----- | ------- | ------- | ----- | ----- | ----- | ----- | -------- | -------- | -------- | ----- | ---- | ----- | ----- | -------- | ----- | -------- | -------- | ----- |
| 1970년     | 히로시마   | 71    | 64    | 60    | 6     | 11    | 0       | 1       | 0     | 13    | 2     | 2     | 1        | 1        | 0        | 3     | 0    | 0     | 18    | 2        | .183  | .222     | .217     | .439  |
| 1971년     | 히로시마   | 65    | 57    | 52    | 8     | 8     | 4       | 0       | 0     | 12    | 2     | 2     | 4        | 0        | 0        | 4     | 0    | 1     | 15    | 1        | .154  | .228     | .231     | .459  |
| 1972년     | 히로시마   | 66    | 103   | 99    | 12    | 19    | 1       | 2       | 1     | 27    | 5     | 2     | 1        | 1        | 0        | 3     | 0    | 0     | 21    | 1        | .192  | .216     | .273     | .488  |
| 1973년     | 히로시마   | 118   | 278   | 248   | 19    | 54    | 11      | 1       | 2     | 73    | 19    | 8     | 6        | 11       | 1        | 16    | 1    | 2     | 47    | 3        | .218  | .270     | .294     | .564  |
| 1974년     | 히로시마   | 110   | 327   | 295   | 34    | 70    | 10      | 2       | 5     | 99    | 18    | 5     | 5        | 12       | 3        | 15    | 0    | 2     | 42    | 11       | .237  | .276     | .336     | .612  |
| 1975년     | 닛폰햄     | 93    | 293   | 257   | 23    | 62    | 8       | 0       | 6     | 88    | 28    | 6     | 6        | 15       | 3        | 17    | 0    | 1     | 36    | 3        | .241  | .288     | .342     | .630  |
| 1976년     | 닛폰햄     | 115   | 382   | 347   | 37    | 87    | 8       | 0       | 10    | 125   | 32    | 7     | 4        | 10       | 2        | 19    | 0    | 4     | 45    | 19       | .251  | .296     | .360     | .656  |
| 1977년     | 닛폰햄     | 29    | 76    | 71    | 6     | 17    | 3       | 0       | 0     | 20    | 2     | 2     | 0        | 1        | 0        | 3     | 1    | 1     | 9     | 0        | .239  | .280     | .282     | .562  |
| 통산 : 8년 | 통산 : 8년 | 667   | 1580  | 1429  | 145   | 328   | 45      | 6       | 24    | 457   | 108   | 34    | 27       | 51       | 9        | 80    | 2    | 11    | 233   | 40       | .230  | .274     | .320     | .594  |